# Bessarabia

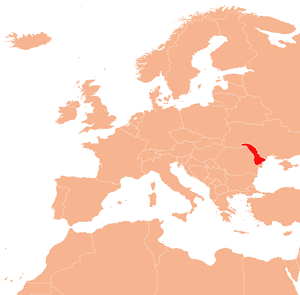
Vị trí Bessarabia trong châu Âu.

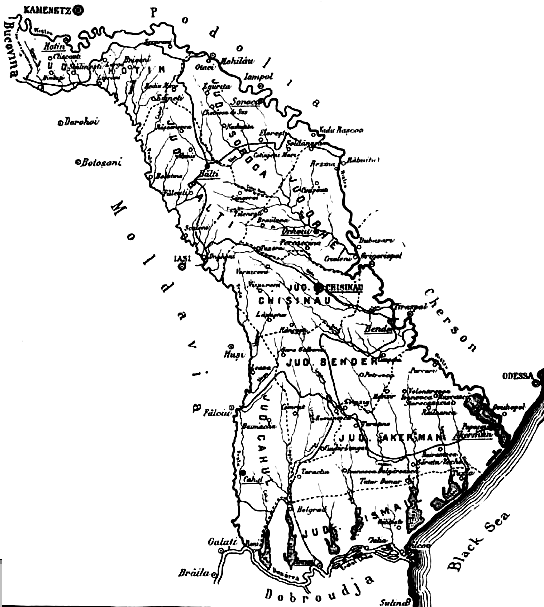
Bản đồ Bessarabia từ sách của Charles Upson Clark

Bessarabia (tiếng Romania: Basarabia; tiếng Nga: Бессарабия Bessarabiya, tiếng Ukraina: Бессарабія Bessarabiya) là khu vực lịch sử ở Đông Âu được bao quanh bởi sông Dniester ở phía đông và sông Prut về phía tây.

## Lịch sử
Đây là tên Đế quốc Nga sử dụng để chỉ các phần phía đông của Công quốc Moldavia, nhượng lại bởi Đế quốc Ottoman (mà Moldavia là một chư hầu) cho Nga tại hội nghị hòa bình Bucharest giải quyết kết quả cuộc chiến tranh Nga - Thổ Nhĩ Kỳ (1806 -1812). Trong khi khu vực này trở thành một phần phía đông của Bessarabia Governorate, phần phía tây của Moldavia thống nhất với Wallachia vào năm 1859 trong lãnh thổ sau này trở thành Vương quốc Romania. Sau năm 1991, vùng đất này độc lập khỏi Liên Xô và thành lập nên Cộng hòa Moldova